# Emil Świda
Emil Świda (ur. 2 stycznia 1868 w Kolnicy pod Augustowem, zm. po 2 listopada 1939 w Białymstoku) – warszawski przemysłowiec i działacz społeczny, wiceprezydent stolicy, członek i prezes Konsystorza Ewangelicko-Reformowanego w RP (1934–1936) i od 1939 roku. 
Ukończył studia na Wydziale Chemii Instytutu Technologicznego w Petersburgu (1892). Po studiach przeprowadził się do Warszawy, gdzie wraz z Janem Siekluckim otworzył pierwszą na ziemiach polskich fabrykę kwasu węglowego i sztucznego lodu. Od 1911 firma działała pod nazwą Tow. Akcyjne «Fluid» z siedzibą przy ul. Wolskiej 121 w Warszawie. Był jej dyrektorem aż do 1926 r.
Od stycznia do czerwca 1906 był dyrektorem Szkoły Technicznej im. Hipolita Wawelberga i Stanisława Rotwanda. Wraz z Aleksandrem de Rossetem, Henrykiem Konicem i Andrzejem Wierzbickim należał do kierownictwa powołanego w grudniu 1904 w Królestwie Polskim Związku Postępowo-Demokratycznego, a następnie zasiadał we władzach Polskiej Partii Postępowej. Działał także w Stowarzyszeniu Techników w Warszawie. Po wybuchu I wojny światowej szefował Warszawskim Zakładom Gazowniczym oraz sprawował funkcję wiceprezydenta miasta. Był też z ramienia PPP a następnie Związku Niezależności Gospodarczej członkiem Międzypartyjnego Koła Politycznego. 
Aktywny w parafii kalwińskiej na Lesznie – stał na czele kolegium kościelnego zboru warszawskiego. 10 czerwca 1934 wybrany prezesem Konsystorza Ewangelicko-Reformowanego w RP, funkcję sprawował do listopada 1936 roku i potem ponownie od czerwca 1939 roku.
Po zakończeniu działalności kościelnej i społecznej w Warszawie wyjechał do rodzinnego majątku w Kolnicy, gdzie spędził ostatnie lata życia. Po wkroczeniu wojsk sowieckich 17 września 1939 został aresztowany przez NKWD. 1 listopada 1939 został przewieziony do szpitala w Białymstoku, gdzie po kilku dniach zmarł. Miejsce jego pochówku nie jest znane. 

## Rodzina
Był synem ziemianina Konstantego Leona (1817-1893) i  Aleksandry z domu Hube (1836-1897). Miał braci: Adolfa Władysława(1859-1885) i Konstantego (1863-1907), oraz siostry: Annę (1856-1934), żonę ziemianina Rudolfa Jakubowskiego (zm. 1896), Sabinę Zofię, (1858-1943), żonę Michała Juliusza Habermana, Karolinę (1864-1917), żonę Stanisława Gąsowskiemu (zm. 1916), i Julię Wiktorię (1880-1957).